# Număr centrat heptagonal
Un număr centrat heptagonal este un număr figurativ centrat care reprezintă un heptagon cu un punct în centru și toate celelalte puncte care înconjoară centrul în straturi heptagonale succesive. Numărul centrat heptagonal pentru n este dat de formula
{\displaystyle {7n^{2}-7n+2} \over 2}.
Numărul centrat heptagonal pentru n poate fi calculat, de asemenea, înmulțind numărul triunghiular pentru (n - 1) cu 7, apoi adăugând 1.
Primele câteva numere centrate heptagonale sunt:
1, 8, 22, 43, 71, 106, 148, 197, 253, 316, 386, 463, 547, 638, 736, 841, 953 
Numerele centrate heptagonale urmează modelul repetitiv impar-par-impar-impar.